# Puchar Europy w Lekkoatletyce 1965
1. Puchar Europy w Lekkoatletyce – cykl zawodów lekkoatletycznych zorganizowanych przez Komisję Europejską Międzynarodowego Stowarzyszenia Federacji Lekkoatletycznych latem 1965 roku. Pomysłodawcą i propagatorem drużynowych zawodów skupiających reprezentacje europejskie był przewodniczący Komisji Europejskiej IAAF Bruno Zauli, który jednak zmarł w 1963, przed 1. edycją pucharu.
W zawodach, w których startowało 6 reprezentacji, stosowano punktację 6:5:4:3:2;1, zarówno w konkurencjach indywidualnych, jak i w biegach sztafetowych.
Finał pucharu Europy w rywalizacji mężczyzn odbył się 11 i 12 września w Stuttgarcie, a w rywalizacji kobiet 19 września w Kassel.

## Finał pucharu Europy

### Mężczyźni
| Poz. | Reprezentacja   | Punkty |
| ---- | --------------- | ------ |
| 1    | ZSRR            | 86     |
| 2    | RFN             | 85     |
| 3    | Polska          | 69     |
| 4    | NRD             | 69     |
| 5    | Francja         | 60     |
| 6    | Wielka Brytania | 48     |

### Kobiety
| Poz. | Reprezentacja | Punkty |
| ---- | ------------- | ------ |
| 1    | ZSRR          | 56     |
| 2    | NRD           | 42     |
| 3    | Polska        | 38     |
| 4    | RFN           | 37     |
| 5    | Węgry         | 32     |
| 6    | Holandia      | 26     |

## Półfinał pucharu Europy
Zawody półfinałowe odbyły się w sześciu europejskich miastach 21 i 22 sierpnia. Mężczyźni rywalizowali w Oslo, Rzymie oraz Zagrzebiu, a kobiety w Fontainebleau, Konstancy i Lipsku. Dwa najlepsze zespoły każdego półfinału uzyskały awans do zawodów finałowych.

### Mężczyźni
| Poz | Reprezentacja | Punkty |
| --- | ------------- | ------ |
| 1   | ZSRR          | 94     |
| 2   | Francja       | 92     |
| 3   | Węgry         | 72     |
| 4   | Finlandia     | 64     |
| 5   | Norwegia      | 51     |
| 6   | Belgia        | 41     |

| Poz. | Reprezentacja  | Punkty |
| ---- | -------------- | ------ |
| 1    | RFN            | 96     |
| 2    | Polska         | 85     |
| 3    | Czechosłowacja | 81     |
| 4    | Włochy         | 67     |
| 5    | Bułgaria       | 45     |
|      | Szwajcaria     | 45     |

| Poz. | Reprezentacja   | Punkty |
| ---- | --------------- | ------ |
| 1    | NRD             | 90     |
| 2    | Wielka Brytania | 89     |
| 3    | Szwecja         | 81     |
| 4    | Rumunia         | 60     |
| 5    | Jugosławia      | 52     |
| 6    | Holandia        | 41     |

### Kobiety
| Poz. | Reprezentacja   | Punkty |
| ---- | --------------- | ------ |
| 1    | Węgry           | 50     |
| 2    | Holandia        | 47     |
| 3    | Wielka Brytania | 46     |
| 4    | Francja         | 38     |
| 5    | Bułgaria        | 33     |
| 6    | Belgia          | 14     |

| Poz. | Reprezentacja | Punkty |
| ---- | ------------- | ------ |
| 1    | ZSRR          | 53     |
| 2    | RFN           | 53     |
| 3    | Rumunia       | 49,5   |
| 4    | Jugosławia    | 25,5   |
| 5    | Norwegia      | 25     |
| 6    | Austria       | 24     |

| Poz. | Reprezentacja  | Punkty |
| ---- | -------------- | ------ |
| 1    | NRD            | 58     |
| 2    | Polska         | 56     |
| 3    | Czechosłowacja | 39     |
| 4    | Szwecja        | 30     |
| 5    | Włochy         | 24     |
| 6    | Dania          | 23     |

## Runda eliminacyjna
Najsłabsze męskie drużyny (wszystkie reprezentacje kobiece rywalizację zaczynały od półfinału) 26 i 27 czerwca rywalizowały w Enschede i Wiedniu o awans do półfinałów pucharu Europy. Awansowali tylko zwycięzcy.
| Poz. | Reprezentacja | Punkty |
| ---- | ------------- | ------ |
| 1    | Holandia      | 60     |
| 2    | Hiszpania     | 58     |
| 3    | Dania         | 49     |
| 4    | Portugalia    | 23     |

| Poz. | Reprezentacja | Punkty |
| ---- | ------------- | ------ |
| 1    | Szwajcaria    | 62     |
| 2    | Austria       | 61     |
| 3    | Grecja        | 47     |
| 4    | Luksemburg    | 27     |